# Matthew Gilmore
Matthew Gilmore (Gante, 11 de septiembre de 1972) es un deportista belga que compitió en ciclismo en las modalidades de pista, especialista en las pruebas de puntuación y madison, y ruta.
Participó en dos Juegos Olímpicos de Verano, en los años 2000 y 2004, obteniendo una medalla de plata en Sídney 2000 en la prueba de madison (haciendo pareja con Etienne De Wilde).
Ganó cuatro medallas en el Campeonato Mundial de Ciclismo en Pista entre los años 1998 y 2005, y dos medallas de oro en el Campeonato Europeo de Ciclismo en Pista, en los años 2000 y 2005.
A pesar de haber nacido en Bélgica, Gilmore tenía la nacionalidad australiana, hasta que se naturalizó en 1998. Es hijo del también ciclista Graeme Gilmore y sobrino de Tom Simpson.

## Medallero internacional
| Juegos Olímpicos   | Juegos Olímpicos             | Juegos Olímpicos  | Juegos Olímpicos |
| Año                | Lugar                        | Medalla           | Competición      |
| ------------------ | ---------------------------- | ----------------- | ---------------- |
| 2000               | Sídney (Australia)           | Medalla de plata  | Madison          |
| Campeonato Mundial |                              |                   |                  |
| Año                | Lugar                        | Medalla           | Competición      |
| 1998               | Burdeos (Francia)            | Medalla de oro    | Madison          |
| 2000               | Mánchester (Reino Unido)     | Medalla de plata  | Puntuación       |
| 2005               | Los Ángeles (Estados Unidos) | Medalla de bronce | Scratch          |
| 2005               | Los Ángeles (Estados Unidos) | Medalla de bronce | Madison          |
| Campeonato Europeo |                              |                   |                  |
| Año                | Lugar                        | Medalla           | Competición      |
| 2000               | Gante (Bélgica)              | Medalla de oro    | Madison          |
| 2005               | Dalmine (Italia)             | Medalla de oro    | Madison          |

1. 1 2  Campeonato Europeo realizado sólo para la disciplina de madison.

## Palmarés
- 1997
  - 1.º en los Seis días de Gante (con Étienne de Wilde)
- 1998
  - Campeón del Mundo de Madison (con Etienne de Wilde)
- 2000
  - Medalla de plata a los Juegos Olímpicos de Sídney en Madison (con Etienne de Wilde)
  - Campeón de Europa de Madison (con Étienne de Wilde)
  - 1.º en los Seis días de Gante (con Silvio Martinello)
- 2001
  - Campeón de Europa de Derny
  - Campeón de Europa de Madison (con Étienne de Wilde)
  - 1.º en los Seis días de Gante (con Scott McGrory)
  - 1.º en los Seis días de Aguascalientes (con Scott McGrory)
  - 1.º en los Seis días de Ámsterdam (con Scott McGrory)
  - 1.º en los Seis días de Bremen (con Scott McGrory)
  - 1.º en los Seis días de Zúrich (con Scott McGrory y Daniel Schnider)
- 2002
  - Campeón de Europa de Derny
  - 1.º en los Seis días de Múnich (con Scott McGrory)
  - 1.º en los Seis días de Copenhague (con Scott McGrory)
  - 1.º en los Seis días de Fiorenzuola d'Arda (con Scott McGrory)
- 2003
  - 1.º en los Seis días de Gante (con Bradley Wiggins)
  - 1.º en los Seis días de Stuttgart (con Scott McGrory)
- 2004
  - 1.º en los Seis días de Múnich(con Scott McGrory)
- 2005
  - ** Campeón de Europa de Madison (con Iljo Keisse)
  - 1.º en los Seis días de Gante (con Iljo Keisse)
  - 1.º en los Seis días de Fiorenzuola d'Arda (con Iljo Keisse)
  - 1.º en los Seis días de Grenoble (con Iljo Keisse)
- 2006
  - 1.º en los Seis días de Hasselt (con Iljo Keisse)

### Resultados a laCopa del Mundo
- 2001
  - 1.º en Ipoh, en Puntuación
- 2002
  - 1.º en Cali, en Scratch
- 2003
  - 1.º en Moscú, en Puntuación
- 2004-2005
  - 1.º en Moscú, en Madison